# 소음의 색상
소음의 색상(Colors of noise), 노이즈의 색상, 잡음의 색상, 노이즈 색상, 노이즈 스펙트럼은 오디오 엔지니어링, 일렉트로닉스, 물리학 및 기타 여러 분야에서 노이즈 신호(확률적 프로세스에 의해 생성된 신호)의 파워 스펙트럼을 나타낸다. 노이즈의 색상에 따라 속성이 크게 다르다. 예를 들어, 오디오 신호의 경우 사람의 귀에 다르게 들리며, 이미지의 경우 시각적으로 다른 질감을 갖는다. 따라서 각 응용 프로그램에는 일반적으로 특정 색상의 노이즈가 필요하다. 잡음 신호에 대한 이러한 '색상' 감각은 음악의 음색 개념과 유사하다("음색"이라고도 함. 그러나 후자는 거의 항상 소리에 사용되며 스펙트럼의 세부적인 특징을 고려할 수 있음).
색상에 따라 노이즈 종류를 명명하는 관행은 동일한 주파수 간격 내에서 스펙트럼이 동일한 파워를 갖는 신호인 백색 잡음에서 시작되었다. 이 이름은 가시광선 범위에 걸쳐 평평한 전력 스펙트럼을 갖는 것으로 (잘못) 가정되었던 백색광과 유사하게 주어졌다. 그런 다음 분홍색, 빨간색, 파란색과 같은 다른 색상 이름이 다른 스펙트럼 프로필의 노이즈에 부여되었으며, 종종(항상 그런 것은 아니지만) 유사한 스펙트럼을 가진 빛의 색상을 참조한다. 이러한 이름 중 일부는 특정 분야에서 표준 정의를 갖고 있는 반면, 다른 이름은 비공식적이고 잘못 정의되어 있다.